# Conflit sud-yéménite
Pour les articles homonymes, voir Hirak et guerre du Yémen.
Guerre civile yéménite
Batailles
- Bataille d'Amran
- 1re Bataille de Sanaa
- Bataille de l'aéroport d'Aden
- 1re Bataille d'Aden
- Bataille de Taëz
- 1re Bataille de Moukalla
- 2e Bataille de Moukalla
- 2e Bataille de Sanaa
- 2e Bataille d'Aden
- Bataille d'al-Hodeïda
- Prise de Socotra
- 3e Bataille d'Aden
- 4e Bataille d'Aden
- Offensive de Najran
- Attaque d'Abqaïq et de Khurais
- Offensive d'Al Bayda
- Offensive d'Al Jawf
- Bataille de Marib

Le conflit sud-yéménite ou Mouvement pacifique du sud, est un conflit socio-politique puis armé opposant le gouvernement du Yémen et le mouvement du Sud depuis 2009.

## Chronologie

### Depuis 2017

Situation à Aden après la bataille d'Aden.
Zone contrôlée par le gouvernement yéménite
Zone contrôlée par le Conseil de transition du Sud

Le 27 avril 2017, le président Abdrabbo Mansour Hadi limoge le gouverneur d'Aden Aïdarous al-Zoubaïdi et le ministre d'État Hani ben Brik. Le 4 mai 2017, des milliers de séparatistes sudistes manifestent à Aden. Le 11 mai 2017, les deux dirigeants déchus proclament une autorité parallèle pour diriger le Yémen du Sud, le Conseil de transition du Sud,,. Al-Zoubaïdi devient président du Conseil présidentiel, tandis que Hani ben Brik devient vice-président. De fait le Yémen comprend alors quatre gouvernements différents.
En octobre 2017, la création d'un parlement sudiste est annoncée.
Le 11 octobre 2017, dix membres d'Al-Islah, dont des explosifs ont été retrouvés chez eux, sont arrêtés à Aden après un attentat ayant coûté la vie à un prédicateur pro-émirati.
Le 23 décembre 2017 a lieu la séance inaugurale de l'Assemblée nationale sudiste, au cours de laquelle Ahmed Saïd ben Brik est élu président et Anis Yossouf Ali Louqman vice-président de cette chambre parlementaire.
Le 21 janvier 2018, le Conseil de transition du Sud adresse un ultimatum de sept jours au président Abdrabbo Mansour Hadi pour limoger le gouvernement d'Ahmed ben Dagher et le remplacer par un gouvernement de technocrates, sans quoi il nommerait son propre gouvernement.
Le 28 janvier 2018, peu après l'expiration de l'ultimatum, les séparatistes prennent le contrôle du siège du gouvernement. Le 30 janvier, les forces fidèles au STC contrôlent la quasi-totalité de la ville. En fin de journée, les combats cessent, après une médiation de la coalition. À l'issue de ces négociations, les séparatistes rendent trois bases militaires à l'armée, et lèvent le siège du palais présidentiel al-Maachiq.
Le 3 octobre 2018, le Conseil de transition du sud lance un appel au « soulèvement pacifique ».
En août 2019, de nouveaux combats éclatent à Aden le 7 août entre les loyalistes du président Hadi et les séparatistes du Conseil de transition du Sud. Les combats s'achèvent à l'avantage des séparatistes sudistes qui prennent le contrôle de la ville le 10 août. 
L'Arabie saoudite et les Émirats arabes unis tentent alors d'apaiser la situation et appellent au dialogue. Les 16 et 17 août, les séparatistes se retirent du palais présidentiel et de quelques positions à Aden, mais ils maintiennent leur présence à l'intérieur des camps militaires capturés,.
Les combats se déplacent ensuite à l'est d'Aden, dans les gouvernorats d'Abyane et Chaboua. Zinjibar, chef-lieu d'Abyane, est prise par les séparatistes le 20 août, mais Ataq, chef-lieu du gouvernorat de Chaboua, passe sous le contrôle des loyalistes le 24 août,.
Le 28 août, après avoir rassemblés des renforts, les loyalistes lancent une offensive et reprennent Zinjibar, puis Aden,. Mais dès le lendemain, les séparatistes contre-attaquent, repoussent les loyalistes et se rendent à nouveau maîtres d'Aden. Pendant les combats, des troupes gouvernementales yéménites sont bombardées par l'aviation des Émirats arabes unis qui les accusent d'être infiltrées par al-Islah.
Le 26 avril 2020, à la suite de l'effondrement de l'accord de paix, le Conseil de transition du Sud proclame l'autonomie des provinces du sud du pays. Le 27 avril, la coalition rejette cette proclamation.
Le 20 juin 2020, le CTS annonce prendre le contrôle de Socotra.
Le 29 juillet, le Premier ministre Saïd est chargé de former un nouveau gouvernement. Le jour même, le STC renonce à l'autonomie.